# Sphenodesme involucrata
Sphenodesme involucrata là một loài thực vật có hoa trong họ Hoa môi. Loài này được (C.Presl) B.L.Rob. miêu tả khoa học đầu tiên năm 1916.